# Радіоактивні руди
Радіоактивні руди (рос. радиоактивные руды, англ. radioactive ores, нім. radioaktive Erze n pl) — руди, які містять радіоактивні мінерали, що включають головним чином елементи U238, U235, Th232.